# Трпимир I
Трпимир I (Терпимир, Тирпимир; умер в 864) — хорватский князь (около 845—864).
Стремился к увеличению своей власти. Он называет свою страну «regnum Chroatorum», свою земельную собственность — «regale territorium», приглашает в свой совет, кроме жупанов, ещё придворных чиновников (camerarii). Чтобы упрочить свою власть, Трпимир заискивает перед далматинским духовенством, щедро его одаряя. При нём была борьба с сарацинами (арабами) и болгарским царём Борисом I, но с последним был вскоре заключён мир.
После смерти Трпимира I власть в Хорватии захватил князь Домагой.